# Olimac
Olimac ist ein italienischer Hersteller von Landtechnik, welcher sich auf die Entwicklung und Produktion von Erntevorsätzen für Mähdrescher und Feldhäcksler spezialisiert hat. Der Hauptsitz befindet sich in Margarita (Provinz Cuneo) in der norditalienischen Region Piemont. Olimac gilt als einer der weltweit führenden Hersteller von Erntevorsätzen und ist Inhaber mehrerer Patente. Die Pflückvorsätze der aktuellen Produktlinie Olimac DRAGO werden zur Ernte von Mais, Sonnenblumen und Sonderfrüchten, wie Sorghum und Hanf eingesetzt.

## Geschichte

### Frühe Geschichte
Die Firmengeschichte geht auf den Gründer Emilio Olivero zurück, welcher Anfang der 1950er Jahre mit den Testa Integrale seinen ersten Anbauvorsatz für die Maisernte entwickelte und patentierte. Dieser sollte den Maiskolben von der Pflanze lösen und das übrige Maisstroh in Streifen ablegen. Durch die wachsende Bedeutung von Mais als Ackerfrucht in Europa, stieg hierfür der Bedarf von moderner Erntetechnik. Bis 2011 fand die Produktion im ursprünglichen Fabrikareal in Beinette statt.

### Expansion
Um die steigende Nachfrage bedienen zu können, wurde 2011 im etwa 5 km entfernten Margarita, ein neues 90.000 m² großes Werk errichtet und in Betrieb genommen. Das Qualitätsmanagement von Olimac ist nach ISO 9001 zertifiziert. Dreiviertel des benötigten Energiebedarfs wird durch Solarstrom aus im Dach integrierten Solarmodulen gedeckt.

### Niederlassungen
Die Produktion findet ausschließlich am Hauptsitz in Margarita statt. Von dort aus wird auch der Vertrieb innerhalb Italien geleitet. Die internationalen Vertriebstätigkeiten werden von der Dragotec International GmbH und der Dragotec USA organisiert.

## Produkte

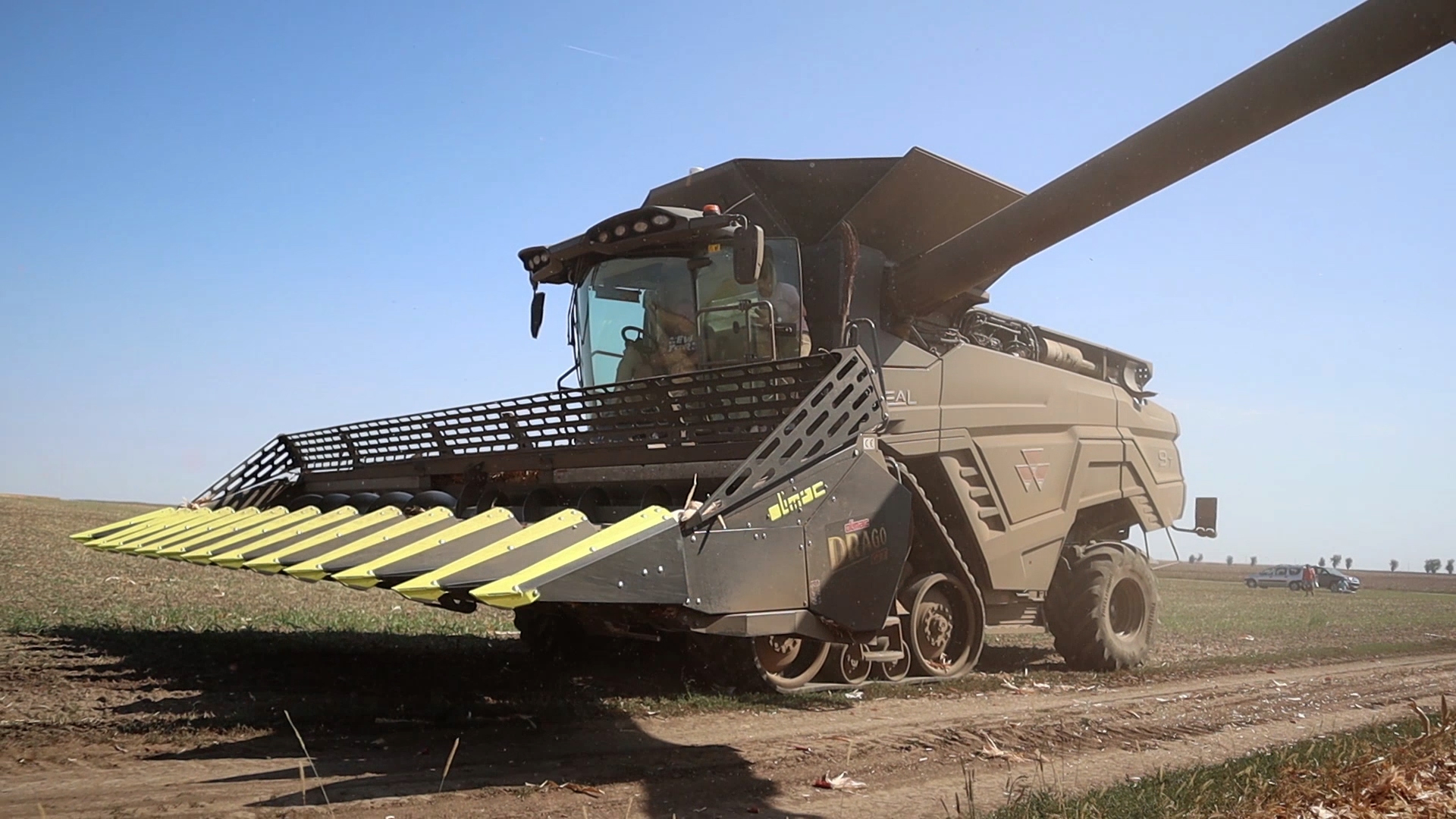
Maispflücker DRAGO GT von Olimac

Die Produktlinie OLIMAC DRAGO setzt sich aus Erntevorsätzen für Mais, Sonnenblumen, Sonderfrüchte wie Sorghum und Hanf zusammen.
- Olimac DRAGO 2 (Maispflücker)
- Olimac DRAGO GT (Maispflücker)
- Olimac DRAGO Gold (Sonnenblumen- & Sonderfrüchte)

## Auszeichnungen
- 2012 Confindustria: Preis für Forschung und Innovation
- 2016 EIMA Bologna: Olimac Drago GT erhält Preis für technische Innovation
- 2016 Fiera Meccanizzazione Agricola Savigliano: Olimac Drago GT erhält Preis für technische Innovation
- 2016 FIMA Zaragoza: Olimac Drago GT erhält Preis für technische Neuheit
- 2016 Fieragricola: Olimac Drago GT erhält Innovationspreis[5]